# Badminton-Weltmeisterschaft der Gehörlosen 2023
Die Badminton-Weltmeisterschaft der Gehörlosen 2023 fand vom 19. bis zum 24. Juli 2023 in Pará de Minas statt. 

## Sieger und Platzierte
| Disziplin    | Gold                                    | Silber                               | Bronze                             |
| ------------ | --------------------------------------- | ------------------------------------ | ---------------------------------- |
| Herreneinzel | Seo Myeong-soo                          | Furkan Buyukgoze                     | Yasuhiro Nagaishi                  |
| Herreneinzel | Seo Myeong-soo                          | Furkan Buyukgoze                     | Cheng Chen-ding                    |
| Dameneinzel  | Park Min-kyeong                         | Aaditya Yadav                        | Katrin Neudolt                     |
| Dameneinzel  | Park Min-kyeong                         | Aaditya Yadav                        | Sofiia Chernomorova                |
| Herrendoppel | Siriwat Mattayanumat Ittikorn Punyangam | Kazimieras Dauskurtas Ignas Reznikas | Yasuhiro Nagaishi Masaaki Numakura |
| Herrendoppel | Siriwat Mattayanumat Ittikorn Punyangam | Kazimieras Dauskurtas Ignas Reznikas | Chen Chung-i Cheng Chen-ding       |
| Damendoppel  | Jerlin Jayaratchagan Aaditya Yadav      | Boon Wei Ying Foo Zu Tung            | Mai Kamata Yume Katayama           |
| Damendoppel  | Jerlin Jayaratchagan Aaditya Yadav      | Boon Wei Ying Foo Zu Tung            | Chiang Chiao-yu Shen Yan-ru        |
| Mixed        | Seo Myeong-soo Park Min-kyeong          | Kazimieras Dauskurtas Vaiva Zymante  | Xavier Valledor Emma Reymond       |
| Mixed        | Seo Myeong-soo Park Min-kyeong          | Kazimieras Dauskurtas Vaiva Zymante  | Chen Chung-i Shen Yan-ru           |